# Мамкин, Александр Петрович
Алекса́ндр Петро́вич Ма́мкин (28 августа 1916, Коротоякский уезд, Воронежская губерния, Российская империя — 17 апреля 1944, Велижский район, Смоленская область, СССР) — советский гражданский и военный лётчик, участник Великой Отечественной войны (гвардии лейтенант). Совершил подвиг, сражаясь в составе 105-го гвардейского отдельного авиационного полка Гражданского воздушного флота СССР, находившегося в оперативном подчинении 3-й воздушной армии 1-го Прибалтийского фронта.

## Ранние годы
Александр Петрович Мамкин родился 28 августа 1916 года на хуторе Крестьянский Коротоякского уезда (сейчас территория Репьёвского района) Воронежской губернии (Воронежская область) в семье крестьянина. Учился в Крестьянской сельской школе. В 1931 году Мамкин начал самостоятельно работать в колхозе «Карла Маркса». В 1934 году поступил в финансово-экономический техникум в городе Орёл.
В 1936 году по специальному набору из лучших комсомольцев города Мамкин направлен для обучения в Балашовскую лётную школу Гражданского воздушного флота (ГВФ) (9-й набор курсантов). В 1938 году принят кандидатом в члены ВКП(б). После окончания с отличием лётной школы в 1939 году Мамкин направлен на работу в Таджикское управление ГВФ.
С началом Великой Отечественной войны Мамкин попросился на фронт добровольцем. В августе 1942 года направлен на фронт в 120-й отдельный авиаполк, затем переведён в состав 105-го гвардейского отдельного авиационного полка Гражданского воздушного флота СССР (105-й ОГАП ГВФ), привлечённого к обеспечению операций Действующей армии и находившегося в оперативном подчинении 3-й воздушной армии 1-го Прибалтийского фронта.

## Участие в операции «Звёздочка»

### Освобождение партизанами детей Полоцкого детского дома
В ноябре 1943 года в один из разведывательных рейдов партизанская разведгруппа отряда имени Щорса, входившего в состав партизанской бригады имени Чапаева белорусского Полоцко-Лепельского партизанского соединения, обнаружила большое количество детей в деревне Бельчица (располагалась южнее города Полоцк), в которой размещался крупный немецкий гарнизон. Разведчики ночью скрытно проникли в деревню и установили, что это перемещённые немцами из города воспитанники Полоцкого детского дома № 1.
Детский дом № 1 в Полоцке был открыт в предвоенные годы. В начале июля 1941 года на подступах к городу развернулись бои, и работники детского дома попытались эвакуировать детей на восток. Однако быстрое продвижение немецких войск, перерезавших все дороги в советский тыл, не позволило этого сделать, и детдом вынужден был вернуться назад в город. В годы войны детдом постоянно пополнялся детьми расстрелянных партизан, подпольщиков и простых жителей. В итоге общее количество находившихся там советских людей (детей c воспитателями) составило около 200 человек. В ноябре 1943 года немецкая оккупационная администрация для экономии городского продовольствия переместила детский дом в деревню Бельчица (на левый берег реки Западная Двина) недалеко от Полоцка, где оставила его на самообеспечении. В деревне Бельчица размещался усиленный немецкий гарнизон, который обеспечивал общее охранение населённого пункта.
Партизанским разведчикам удалось встретиться в деревне с воспитателями детдома, которые рассказали, что из-за недостатка продуктов в городе дети голодали, часто болели, были вспышки эпидемии тифа. Им не хватало одежды. Воспитатели слышали, что немцы могут вывезти детей в Германию для «онемечивания» или сделать их донорами для своих раненых солдат. После появления многочисленных заболеваний в детдоме, немцы могли просто уничтожить детей.
Полученная разведгруппой информация об обнаружении детей была доложена командованию отряда имени Щорса и партизанской бригады имени Чапаева, а затем поступила в штаб Полоцко-Лепельского партизанского соединения. Было понятно, что жизнь советских детей находится в опасности. Командование соединения поручило бригаде имени Чапаева, исходя из имеющихся у неё сил и средств, определиться о возможности освобождения детей и разработать соответствующий план операции. Отряду имени Щорса было поручено провести детальную разведку в прилегающем к деревне районе и в самой Бельчице, которая размещалась на значительной территории.
На основании собранных разведданных командованием бригады было принято решение о проведении боевой операции, получившей впоследствии наименование «Звёздочка». Фактически это оказалось первым этапом операции «Звёздочка». Подготовку и проведение операции поручили партизанскому отряду имени Щорса.

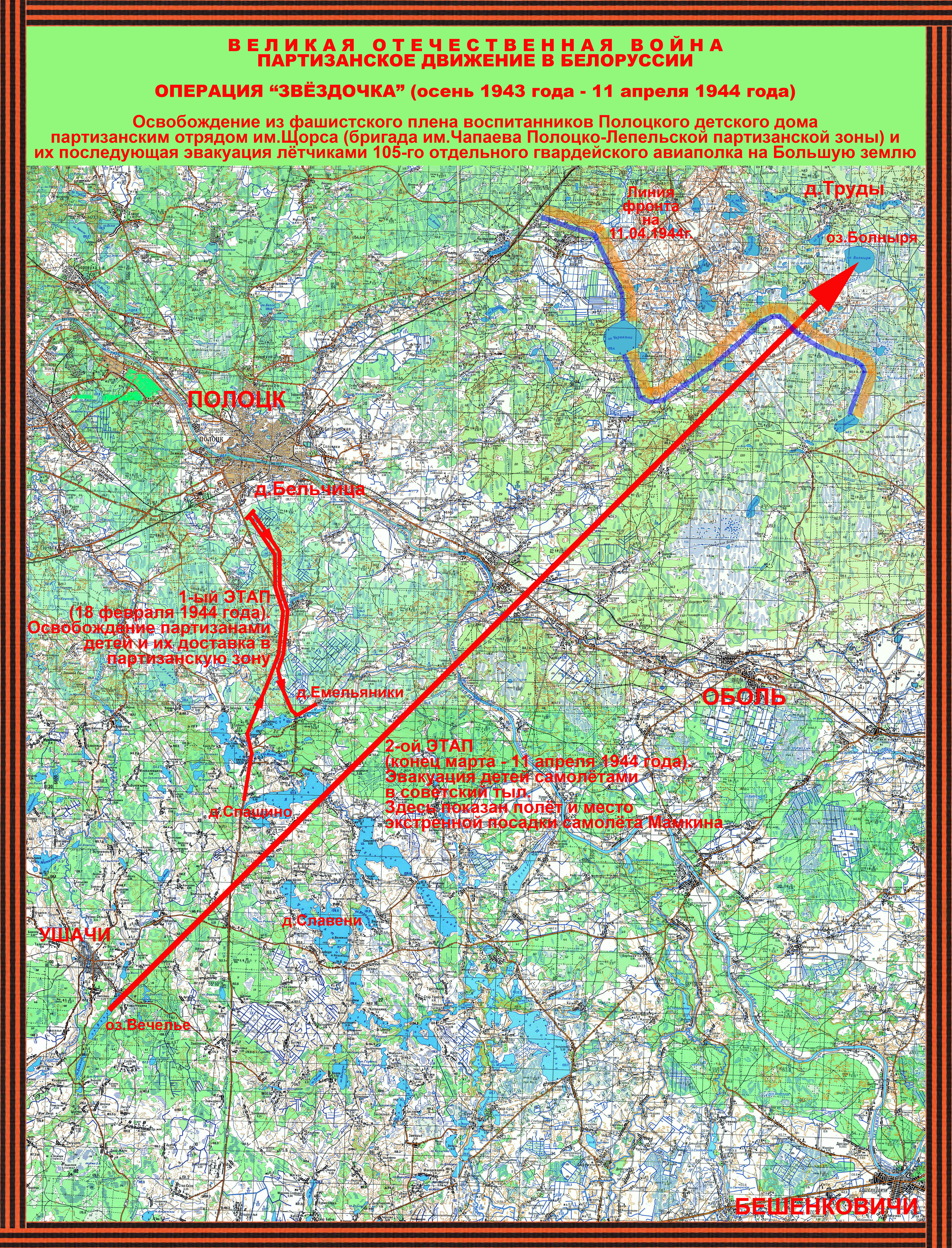
Карта-схема проведения операции «Звёздочка»
(1-й этап: ноябрь 1943 — 18 февраля 1944,
2-й этап: конец марта 1944 — 11 апреля 1944)

Из воспоминаний бывшего заместителя комиссара партизанского отряда имени Щорса Барминского Василия Васильевича, одного из непосредственных разработчиков и участников операции:

«Но осуществить намеченный план оказалось не так просто. Во-первых, гарнизон в Бельчицах был сильно укреплён. Во-вторых, в детдоме имелось много малолетних детей, которые не могли самостоятельно по глубокому снегу дойти до леса. Мы понимали, если открыто завязать бой, то дети могут погибнуть. Поэтому решили операцию провести, по возможности, без боя, тайно вывести детей».
Отрядом была проведена детальная в несколько месяцев подготовка к операции. Партизанами поддерживался постоянный контакт с воспитателями детдома, которые согласились содействовать партизанам в освобождении детей. Партизанской разведкой была получена исчерпывающая информация по численности, вооружению, размещению огневых точек и постов немецкого гарнизона в деревне. Партизанский отряд был усилен вооружением, а для транспортировки большого количества детей сформировали санный поезд из около 50 подвод.
В соответствии с планом операции вечером 18 февраля 1944 года под прикрытием темноты отряд имени Щорса, задействовав около 200 бойцов (2/3 численности отряда), совершил зимний более чем 20-километровый марш-бросок из места постоянной дислокации к месту нахождения детей в деревне Бельчица под Полоцком.
Недалеко от деревни партизаны, оставив подводы в лесу, заняли опушку напротив населённого пункта и за короткое время превратили окраину леса во временный укреплённый рубеж. В глубоком снегу были вырыты окопы, сделаны ячейки для пулемётов, где разместили усиленный пулемётный взвод. Основная часть отряда (под командованием командира отряда Алёщенко Б. П. и комиссара отряда Короленко И. А.) заняла оборону на опушке леса по всем законам предполагаемого боя. Часть партизанских отделений заняли позиции у дорог из деревни, организовав засады. И в любой момент партизаны были готовы вступить в бой, чтобы обеспечить прикрытие для отхода отряда с детьми на случай обнаружения немецким гарнизоном.
Затем в саму деревню направили группу разведчиков, которая скрытно обошла вражеские посты и проникла в дома, где находился детдом, с задачей вывести детей с воспитателями за околицу в заранее условленное место. В это время вторая часть отряда (под командованием начальника штаба отряда Крупина И. С. и зам. комиссара отряда Барминского В. В.), одетая в защитные белые маскировочные халаты, выдвинулась вплотную к околице деревни в сторону, где располагался детский дом, чтобы встретить детей.
Как только появились дети, партизаны обеспечили быстрое перемещение всех через открытое заснеженное поле в лес, малолетних и больных детей партизаны перенесли по глубокому снегу на руках. Вся операция была выполнена партизанами как и планировалось стремительно и без боестолкновения с немецким гарнизоном. Детей усадили на подводы, и санный обоз ночью же доставил их в освобождённую партизанскую зону, в расположение отряда имени Щорса. Детей разместили по домам жителей деревни Емельяники, где отогрели, накормили, вымыли в бане, одели (одежду принесли местные жители) и оказали необходимую медицинскую помощь. Позднее для большей безопасности спасённых перевезли в глубокий партизанский тыл освобождённой Полоцко-Лепельской зоны в деревню Славени.

### Эвакуация детей из партизанской зоны лётчиками за линию фронта
Весной 1944 года немецкое командование запланировало провести карательную операцию «Весенний праздник» (Frühlingsfest) против партизанских отрядов Полоцко-Лепельской партизанской зоны с конечной целью полного их разгрома и уничтожения, для чего стало стягивать вокруг партизанской зоны дополнительные силы, в частности, снятые с фронта части.
Нахождение детей на освобождённых партизанских территориях стало небезопасным, в любое время могли начаться тяжёлые бои с немецкими оккупационными войсками, и детей необходимо было переправить за линию фронта. Штабом партизанского соединения было решено в конце марта — начале апреля 1944 года по договорённости с командованием 1-го Прибалтийского фронта осуществить эвакуацию детей самолётами в советский тыл. Эта вынужденная эвакуация детей из партизанской зоны, стала вторым этапом операции «Звёздочка».

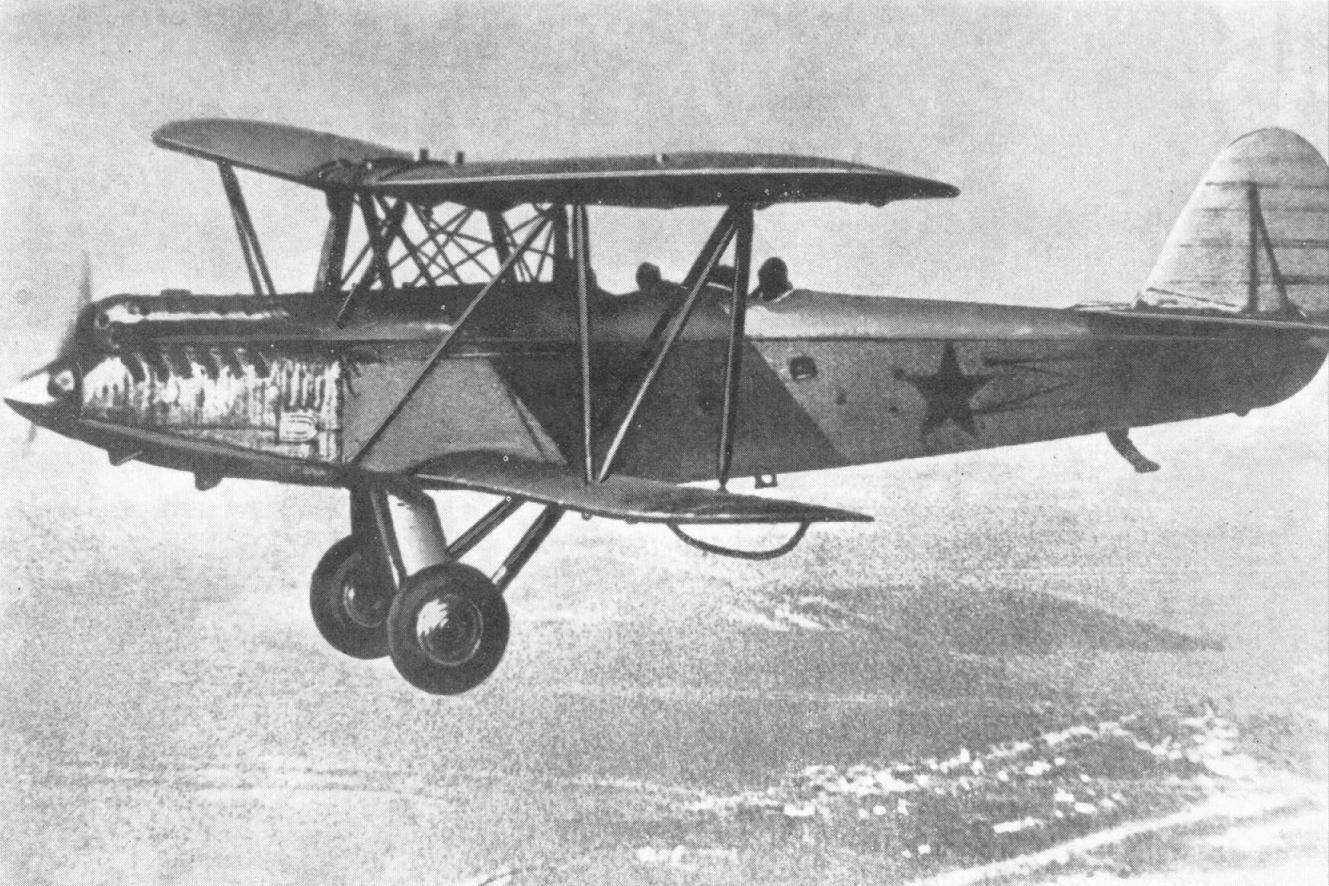
Самолёт Р-5 конструкции Н. Н. Поликарпова.
Классический двухместный одностоечный полутороплан, разработанный в конце 1920-х годов, обладал исключительными лётными характеристиками, и как нельзя лучше подошёл в годы войны для снабжения в тылу врага партизан оружием, боеприпасами, медикаментами, а также для вывоза раненых на Большую землю.
Фото 1930-х годов

Командующий 1-м Прибалтийским фронтом И. Х. Баграмян, в зоне действия которого находилась эта местность, распорядился силами 3-й воздушной армии вывезти детей. В ходе многодневного второго этапа операции в советский тыл по воздуху было эвакуировано около 200 человек, детей с большей частью воспитателей и несколько десятков раненых партизан, а партизанам доставлены боеприпасы. В конце марта — начале апреля 1944 года эту эвакуацию осуществили лётчики 105-го гвардейского отдельного авиаполка ГВФ (этот авиаполк Гражданского воздушного флота был включён в состав действующей армии), базировавшегося тогда у деревни Войлово, расположенной в 30 километрах к северу от города Велиж Смоленской области.
На партизанский аэродром, организованный на покрытом льдом озере Вечелье рядом с деревней Ковалевщина южнее города Ушачи Витебской области, по нескольку раз в сутки стали прилетать за детьми и ранеными партизанами из-за линии фронта лётчики Дмитрий Кузнецов на самолёте По-2, Николай Жуков и Александр Мамкин на более вместительных специально подготовленных для грузовых операций самолётах Р-5 и другие лётчики. Лётчикам пришлось действовать в тяжёлых условиях, когда немцы стали стягивать к окружённой партизанской зоне фронтовые части, все полёты проходили в ночное время с пересечением линии фронта, где обычно находится значительное количество средств противовоздушной обороны, и требовали большого опыта участия в таких операциях.

Апрель 1944 года. Ушачский район.
Редкий кадр военной кинохроники, запечатлевший Александра Мамкина в Полоцко-Лепельской партизанской зоне в момент посадки в самолёт Р-5 воспитанников Полоцкого детского дома для отправки на Большую землю
(2-й этап операции «Звёздочка»)

Момент начала 2-го этапа операции «Звёздочка» по эвакуации детей самолётами из Полоцко-Лепельской партизанской зоны на Большую землю был заснят группой московских фронтовых операторов-кинодокументалистов, находившихся тогда у партизан. Через несколько дней немецкое командование начало карательную операцию против партизан, сжимая кольцо окружения, прорвать которое Полоцко-Лепельскому партизанскому соединению с большими потерями удалось в ночь на 5 мая 1944 года, тогда небольшая часть киноплёнок уцелела, была вынесена и затем сохранена в Государственном историческом музее. На кадрах кинохроники, снятых фронтовым оператором Марией Суховой (погибла при партизанском прорыве из окружения), запечатлён лётчик гвардии лейтенант Мамкин А. П., усаживающий эвакуируемых детей в самолёт Р-5.

## Последний вылет
В начале апреля 1944 года немецкое командование заканчивало сосредотачивать группировку войск для проведения масштабной карательной операции «Весенний праздник» (Frühlingsfest) против отрядов Полоцко-Лепельского партизанского соединения, которая началась утром 11 апреля, и пришлось ускорить эвакуацию детей, проводившуюся в соответствии со вторым этапом операции «Звёздочка».
На 10-е апреля в тылу врага на освобождённой партизанами территории Полоцко-Лепельской партизанской зоны ещё оставалось 26 детей Полоцкого детдома. Александр Мамкин уже выполнил за время второго этапа операции «Звёздочка» с конца марта восемь успешных ночных рейсов в партизанскую зону, каждый раз управляя оттуда максимально загруженным детьми и ранеными партизанами самолётом.
В очередном полёте ночью 11 апреля 1944 года Мамкину предстояло эвакуировать на Большую землю (в советский тыл) 13 человек: семерых детей в кабине стрелка, ещё трёх детей и воспитательницу — в специальном грузовом контейнере под фюзеляжем, и двух тяжелораненых партизан — в подвешенных под нижними консолями крыла обтекаемых продолговатых контейнерах. После взлёта с пассажирами с партизанского аэродрома на замёрзшем озере Вечелье (Ушачский район Витебской области) около линии фронта на рассвете самолёт был обстрелян зенитными орудиями противника, а над самой линией фронта атакован немецким ночным перехватчиком — на этот раз осколки снарядов попали в двигатель, и тот загорелся, а лётчик получил ранение в голову. Линию фронта тяжелораненый лётчик пересёк, управляя горящим самолётом. Согласно инструкции, ему следовало набрать высоту и покинуть горящую машину с парашютом, но он, помня о своих пассажирах, не сделал этого. Пламя от загоревшегося мотора добралось до кабины пилота — тлела одежда, плавились шлемофон и лётные очки. Но Мамкин продолжал удерживать в повиновении трудно управляемый самолёт, пока не нашёл подходящую для посадки площадку на северо-востоке Полоцкого района Витебской области недалеко от деревни Труды у берега замёрзшего озера Бо́лныря (выбранное Мамкиным место было уже за линией фронта в расположении частей Красной Армии), где самолёт и приземлился, выкатившись на лёд озера. К тому времени прогорела даже перегородка, отделяющая кабину пилота от пассажиров, и на некоторых детях начала тлеть одежда. При аварийной посадке лётчика выбросило из кабины самолёта в снег, и он потерял сознание.
Прибывшие на место посадки бойцы Красной Армии доставили лётчика в госпиталь, но ожоги и ранение были слишком сильны. Через шесть дней, 17 апреля 1944 года, Александр Мамкин скончался в госпитале. Все 13 пассажиров самолёта в этом последнем для лётчика рейсе остались живы. Всего за время второго этапа операции «Звёздочка» Александр Мамкин эвакуировал более 90 человек — детей, воспитателей и раненых партизан.
В статье «Подвиг Александра Мамкина», написанной Людмилой Жуковой, дочерью Николая Ивановича Жукова — однополчанина лётчика Александра Петровича Мамкина, есть проникновенные строки: «Медики не могли объяснить, как мог управлять полётом и посадкой тяжелораненый человек в пылающей кабине...».
Александр Петрович Мамкин был похоронен в деревне Маклок недалеко от города Велиж Смоленской области. В 1970-е годы его прах торжественно перезахоронили на воинское мемориальное кладбище «Лидова гора» в Велиже.

## Награды и звания
Находясь в действующей армии, Мамкин А. П. выполнил более 70 сложных ночных полётов в тыл противника к партизанам, доставил более 20 тонн боеприпасов и вывез более 280 раненых.
За проявленные мужество и героизм награждён:
- Орденом Отечественной войны I степени (1943)[9],
- Орденом Красного Знамени (1944)[9],
- Медалью «Партизану Отечественной войны» I степени (1944)[10].

За проявленный беспримерный подвиг в ходе операции «Звёздочка» был посмертно представлен 105-м ОГАП ГВФ СССР к присвоению звания Герой Советского Союза. По неизвестным причинам звание Героя за последний подвиг, совершённый в ходе этой операции, Мамкину А. П. присвоено не было.

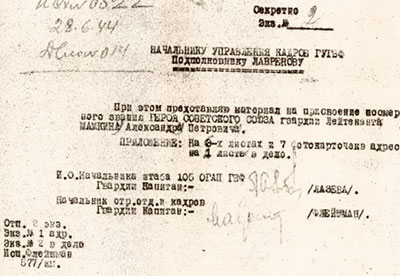
Представление на так и не присвоенное посмертно звание Героя Советского Союза гвардии лейтенанту Мамкину Александру Петровичу, направленное 105-м ОГАП ГВФ в Управление кадров ГУ ГВФ от 28.06.1944г.

## Память
- Кадры кинохроники с лётчиком Мамкиным А. П. и детьми вошли в документальные фильмы «Народные мстители» (1943), «Дорога без привала» (1965), в четвёртую серию эпопеи «Великая Отечественная», в седьмой фильм белорусского документального цикла «Война. Известная и неизвестная».
- В деревне Труды Полоцкого района, расположенной недалеко от озера Болныря места последнего приземления самолёта Мамкина А.П., в 80-е годы был установлен обелиск в честь подвига лётчика[11], а на самом берегу озера — памятный знак[12].
- В школе № 227 Москвы организован музей Боевой славы 105-го ОГАП ГВФ.
- В школе № 1 Велижа организован музей Александра Мамкина.
- На школе в Репьёвском районе Воронежской области, где учился Александр Мамкин, установлена мемориальная доска.
- Именем Александра Мамкина названы улицы в городах Полоцк, Ушачи, в родном хуторе лётчика — Крестьянском Воронежской области[13].
- В Самаре Мамкину А.П. посвящён мурал на торце 10-этажного жилого дома по адресу Московское шоссе, 124[14].
- В честь пилота Александра Мамкина был назван сорт чёрной смородины, полученный в Институте плодоводства НАН Беларуси (в 1985 году включён в Госреестр селекционных достижений, допущенных к использованию по Северо-Западному и Уральскому регионам).
- В 2019 году в Репьёвке Воронежской области на Аллее Героев установлен памятник А. П. Мамкину (скульптор — Горяинов И.)[15].
- Имя Александра Мамкина получил самолёт-амфибия Бе-200ЧС (бортовой номер RF-88450) ВМФ России из состава 190-го учебного смешанного авиационного полка 859-го Центра в Ейске. 14 августа 2021 года этот самолёт потерпел катастрофу при тушении лесных пожаров в Турции[16][17].

- В селе Бутырки Репьёвского района Воронежской области 5 мая 2023 года торжественно открыт памятник советскому лётчику-герою Александру Мамкину[18].
- В Полоцке открыт Памятный знак в честь участников операции по спасению воспитанников Полоцкого детского дома в годы Великой Отечественной войны Мамкину А. П., Форинко М. С., партизанам[19].
- Памятник Мамкину установлен в деревне Ситьково Велижского района Смоленской области.

## Книги, статьи, видеоматериалы
- Барминский В. В. Операция «Звёздочка» // Советская Белоруссия : газета. — 1967. — № 142 (10984) (20 июня). ; № 143 (10985)
- Барминский В. В. Аперацыя «Зорачка» :  [белор.] // Звязда : газета. — 1982-05-7.
- Барминский В. В. Аперацыя «Зорачка» :  [белор.] // Звязда : газета. — 1987-05-9.
- Барминский В. Операция «Звездочка» : [арх. 7 апреля 2024] // Советская Россия : газета. — 2018. — № 79 (14611) (26 июля). — С. 5.
- Барминский В. В. Мужали в боях / Составитель А. П. Костелецкая // Годы комсомольские : Сборник. — Минск : Юнацтва, 1988. — С. 107-120. — ББК 66.75(2Б) Г59. — ISBN 5-7880-0002-5.
- Барминский Л. В., Барминский В. В. Судьба, опаленная войной. — М. : Известия, 2019. — ISBN 978-5-206-01019-0.
- Гадецкая М. Полёт в бессмертие // Коммуна. — газета (Воронеж), 2010-02-16. — Вып. 22 (25453).
- Жукова Л. Назовите его имя! // Литературная газета : газета. — 2009. — № 31 (6235) (29 июля).
- Жукова Л. Огненный рейс лётчика Мамкина // Правда : газета. — 2019. — № 48 (30835) (7 мая). — С. 4.
- Жукова О. Подвиг лётчика Мамкина // Красная звезда : газета. — 2010-04-17.
- Казаков Н. Полет в бессмертие // Известия : газета. — 1984. — № 223 (20934) (10 августа). — С. 3.
- Олег Степаненко. Героические страницы истории. "Прорыв" // Правда : газета. — 2018. — № 130 (30773) (27 ноября). — С. 4.
- Телеканал «Звезда». Цикл передач «Секретная папка» с Д. Дибровым. «Детская кровь для Вермахта». Выпуск от 17 октября 2018 года: Центральная тема передачи — операция «Звёздочка» (видео).
- Специальный выпуск передачи «Место встречи» от 5 мая 2017 года. Свидетельства очевидцев партизанской операции «Звёздочка» (55-я минута) (видео).
- От смерти унесли на руках // Союзное вече : газета. — 2019. — № 42 (865) (19 сентября).
- Операция «Звёздочка». По воспоминаниям от одного из разработчиков и участников операции (8.08.2018 г.) (видео на youtube.com)
- Цель особенной операции "Звездочка". Партизаны Беларуси. Проект телеканала "Беларусь 1" "Война народная" (от 7.08.2023 г.) (видео на youtube.com)
- Телеканал «Звезда». Программа «Главный день» с ведущим Борисом Щербаковым от 30.09.2023 г.: Операция «Звездочка». Александр Мамкин на RuTube
- Александр Мамкин. Операция «Звездочка» (видео)

### Сноски
1. ↑  По воспоминаниям детдомовца В. М. Шашкова, вывезенного Мамкиным в этом полёте, «пуля попала ему около уха и вышла через глаз». См. Казаков, 1984.